# Nuno Lino
Nuno Lino – portugalski rugbysta, czterokrotny reprezentant Portugalii w rugby union mężczyzn.
Jego pierwszym meczem w reprezentacji było spotkanie z Belgią, które zostało rozegrane 21 kwietnia 1968. Ostatni raz w reprezentacji zagrał 20 kwietnia 1969 z Marokiem w Casablance.